# Josef Petrasch
Josef Petrasch (17. října 1714, Slavonski Brod – 15. května 1772, Nové Zámky u Nesovic) byl moravský učenec a básník.
Narodil se jako syn generála. Vystudoval Filosofickou fakultu v Olomouci a právnickou fakultu v Lovani. Následoval rodinnou tradici a sloužil v armádě. 16. března 1746, po schválení stanov Marií Terezií, založil učenou společnost Societas eruditorum incognitorum in terris Austriacis ve svém paláci na Horním náměstí v Olomouci, kde se vzdělanci scházeli již od roku 1745, aby rokovali o učených problémech. V letech 1747 až 1748 vydávali první vědecký časopis ve střední Evropě Monatliche Auszüge alt - und neuer gelehrten Sachen. Časopis byl psán v duchu eklektického, tzv. osvícenského katolicismu. Celou dobu se společnost potýkala s nepřízní olomouckých církevních institucí a zejména jezuitů. V roce 1751 se společnost rozpadla po odchodu Petrasche z Olomouce.